# Жить в кайф
«Жить в кайф» — второй студийный альбом Макса Коржа выпущенный 21 октября 2013 года на лейбле «Respect Production».

## Предыстория
Следующий альбом будет, наверное, посерьёзнее. "Животный мир" был работой дословной, открытой, без подтекстов. Новый диск попытаюсь сделать поинтереснее.
Макс Корж о будущем альбоме Звуки.ру
В марте 2013 года в интервью сайта «Звуки.ру» исполнитель сказал, что новый альбом будет заметно отличаться от предыдущего альбома «Животного мира». Незадолго до выхода альбома, был выпущен клип заглавной песни альбома «Жить в кайф».

## Критика
Алексей Мажаев в своей рецензии на сайте InterMedia тщательно разбирает сильные и слабые стороны альбома. Спорными моментами автор считает некоторую нарочитую развязность, приблатнённость отдельных композиций, способную отпугнуть «серьёзного» слушателя. Среди очевидных плюсов он отмечает искренность эмоций, небанальность текстов и изобретательную работу с аранжировками.
Александр Горбачёв из Афиши рецензирует альбом по-своему. По его мнению, рэп как таковой в альбоме чисто номинальный, скорее музыка «Жить в кайф» представляет собой смешение стилей и звучаний, объединённых главной идеей: молодым быть хорошо, хоть и непросто.
Портал The Flow поместил альбом в «20 главных рэп-альбомов 2010-х».

## Список композиций
| №                   | Название                                 | Длительность |
| ------------------- | ---------------------------------------- | ------------ |
| 1.                  | «Здоровый сон»                           | 5:05         |
| 2.                  | «Стань»                                  | 3:08         |
| 3.                  | «Мотылёк»                                | 3:56         |
| 4.                  | «За тобой»                               | 3:56         |
| 5.                  | «Эмигрант»                               | 2:48         |
| 6.                  | «Тралики»                                | 4:06         |
| 7.                  | «Жить в кайф»                            | 2:54         |
| 8.                  | «Нет новостей»                           | 3:33         |
| 9.                  | «Сеть»                                   | 3:17         |
| 10.                 | «Неважно»                                | 4:39         |
| 11.                 | «Эндорфин»                               | 4:28         |
| 12.                 | «Тает дым»                               | 3:26         |
| 13.                 | «Зелёный чемодан»                        | 3:43         |
| 14.                 | «Нет никаких правил»                     | 4:50         |
| 15.                 | «Время»                                  | 3:38         |
| 16.                 | «Неважно (Acoustic)»                     | 3:18         |
| 17.                 | «Тает дым (DJ Nejtrino & DJ Baur Remix)» | 3:22         |
| Общая длительность: | Общая длительность:                      | 1:04:07      |

## Премии и номинации
| Год  | Премия               | Номинация         | Результат | Ист.  |
| ---- | -------------------- | ----------------- | --------- | ----- |
| 2013 | Experty.by           | Лучший поп-альбом | Победа    | [ 8 ] |
| 2014 | «Премия Муз-ТВ 2014» | Лучший альбом     | Победа    | [ 9 ] |